# Lethrinops
Genre
Répartition géographique
Lethrinops est un genre de poissons de la famille des Cichlidae. Toutes ses espèces sont endémiques du lac Malawi.

## Liste d'espèces
Selon FishBase (19 juillet 2015) :
- Lethrinops albus Regan, 1922
- Lethrinops altus Trewavas, 1931
- Lethrinops argenteus Ahl, 1926
- Lethrinops auritus (Regan, 1922)

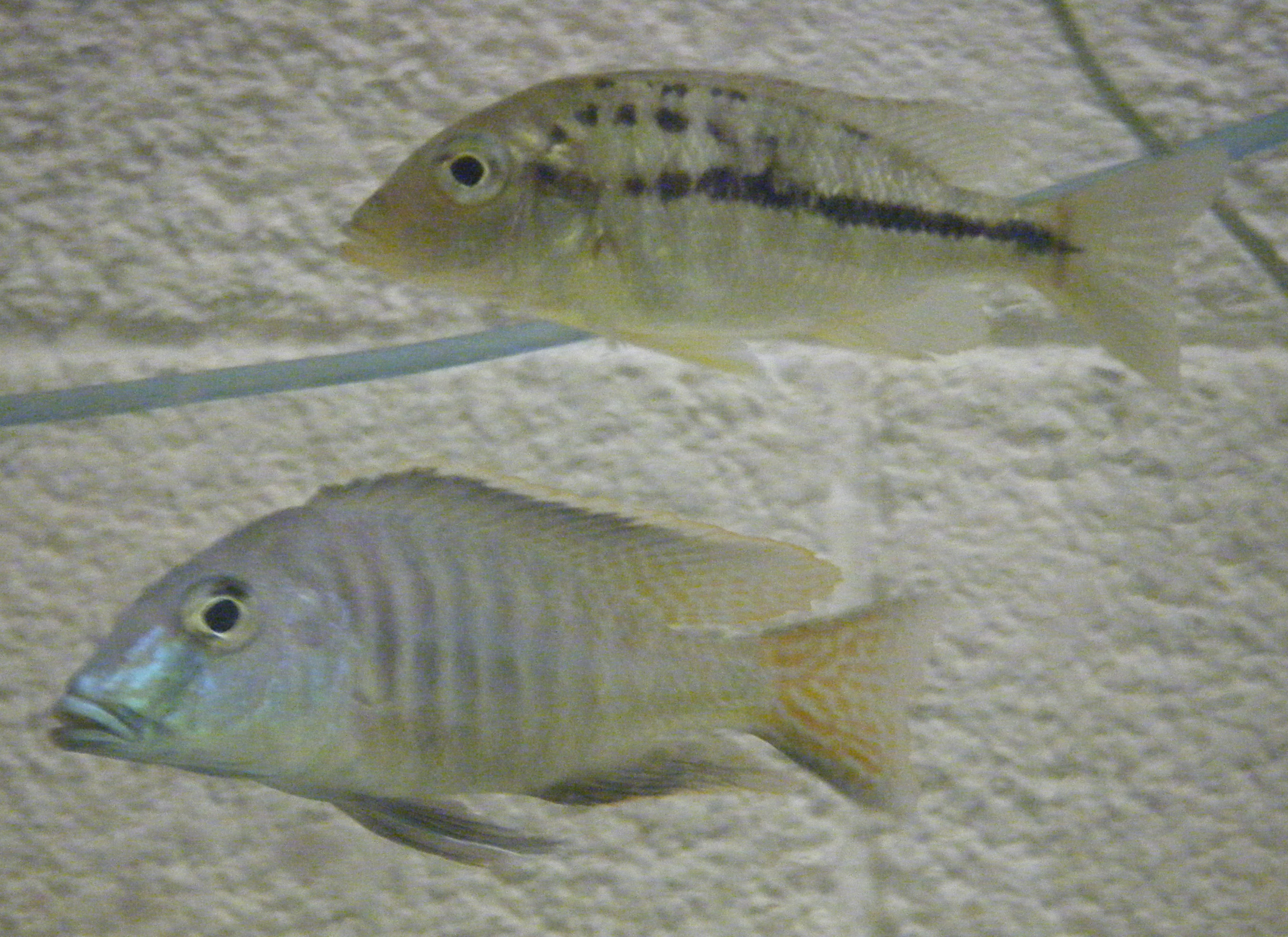
Lethrinops lethrinus, le mâle et la femelle

- Lethrinops christyi Trewavas, 1931
- Lethrinops furcifer Trewavas, 1931
- Lethrinops gossei Burgess & Axelrod, 1973
- Lethrinops leptodon Regan, 1922
- Lethrinops lethrinus (Günther, 1894)
- Lethrinops longimanus Trewavas, 1931
- Lethrinops longipinnis Eccles & Lewis, 1978
- Lethrinops lunaris Trewavas, 1931
- Lethrinops macracanthus Trewavas, 1931
- Lethrinops macrochir (Regan, 1922)
- Lethrinops macrophthalmus (Boulenger, 1908)
- Lethrinops marginatus Ahl, 1926
- Lethrinops micrentodon (Regan, 1922)
- Lethrinops microdon Eccles & Lewis, 1977
- Lethrinops microstoma Trewavas, 1931
- Lethrinops mylodon Eccles & Lewis, 1979
- Lethrinops oculatus Trewavas, 1931
- Lethrinops parvidens Trewavas, 1931
- Lethrinops stridei Eccles & Lewis, 1977
- Lethrinops turneri Ngatunga & Snoeks, 2003

### Variétés géographiques, espèces non décrites
Un grand nombre des espèces ci-dessus possèdent des variantes géographiques, influençant sur les caractéristiques méristiques et la coloration ; ainsi qu'un certain nombre sont non encore décrite - Liste non exhaustive :
- Lethrinops sp. "Red Cap" (Itungi)[2],[3]
- Lethrinops sp. "Red Cap" (Chirwa)[4]
- Lethrinops sp. "Red Cap Tanzania"[5]
- Lethrinops sp. "red cap" Mazinzi[6]
- Lethrinops sp. "red cap" Mdoka[7]
- Lethrinops sp. "red cap" Chewere[8]
- Lethrinops sp. "orange top" Mazinzi Reef[9]
- Lethrinops sp. "gold" Harbour Island[10]
- Lethrinops sp. "Mbasi Creek"[11]
- Lethrinops sp. "Nyassae" (Nkhata Bay)[12]
- Lethrinops sp. "Yellow Collar" (Masimbwe)[13]
- Lethrinops sp. "Auritus Lion"[14]
- Lethrinops sp. "Longipinnis Ntekete"[15]
- Lethrinops sp. "Deep" Malopa[16]
- Lethrinops sp. "green"[17]
- Lethrinops sp. "pink head" - voir Lethrinops turneri[18]

## Croisement, hybridation, sélection
Il est impératif de maintenir les espèces de ce genre Lethrinops seules ou en compagnie d'autres espèces d'autres genres, mais de provenance similaire (lac Malawi), afin d'éviter toute facilité de croisement. Le commerce aquariophile a également vu apparaitre un grand nombre de spécimens provenant d'Asie notamment et aux couleurs des plus farfelues ou albinos. En raison de la sélection, hybridation et autres procédés chimiques et barbares de laboratoires.